# San Juan Evangelista Analco (kommun)
San Juan Evangelista Analco är en kommun i Mexiko.   Den ligger i delstaten Oaxaca, i den sydöstra delen av landet, 400 km sydost om huvudstaden Mexico City.
Följande samhällen finns i San Juan Evangelista Analco:
- San Juan Evangelista Analco